# Ареал (муниципалитет)
Ареал (порт. Areal) — муниципалитет в Бразилии, входит в штат Рио-де-Жанейро. Составная часть мезорегиона Центр штата Рио-де-Жанейро. Входит в экономико-статистический микрорегион Трес-Риус. Население составляет 11 147 человек на 2006 год. Занимает площадь 111,494 км². Плотность населения — 100,0 чел./км².

## История
Город основан 10 апреля 1992 года.

## Статистика
- Валовой внутренний продукт на 2003 год составляет 113 035 994,00 реалов (данные: Бразильский институт географии и статистики).
- Валовой внутренний продукт на душу населения на 2003 год составляет 10 689,99 реалов (данные: Бразильский институт географии и статистики).
- Индекс развития человеческого потенциала на 2000 год составляет 0,765 (данные: Программа развития ООН).